# مستشار الصحة العقلية والنفسية
مستشار الصحة العقلية والنفسية أو مُرشد الصحَّة العقلية، أو المستشار، هو الشخص الذي يستخدم الطُّرق العِلاجيَّة النفسيَّة لمُساعدة الآخرين.

## وصف المهام
إنَّ التعريف القانونيَّ للمستشار، وبالتالي المدى التشريعيّ لعمله، يتفاوَت باختلاف السُّلطة القضايَّة.
في بعض السلطات التشريعيَّة على مدى الولايات المُتَّحدة، فإنَّ للمستشارين، واختصاصيّ المُعالجة للأزواج والعائلات، واختِصاصيّ علم النفس تقريبًا نفس التعريف وهو: تقييم ومُعالجة الاضطرابات العقليَّة والسُّلوكيّة.
بالرُّغم من هذه التعريفات، فإنَّ العديد المُتخصِّصين بالصحَّة العقليَّة يرفضون هذا الطِّراز الطبِّي (الذي يفترِض أنَّ العملاء “مضطربين”) لمصلحة وجهات نظر أوسع، مثل تلك التي ظهرت من طبِّ نفس الأجهزة.

## مُستعمِلو الخدمة
يعمل مُستشارو الصحَّة العقلية والنفسيّة مع أفرادٍ، أو أزواج، أو عائلات، أو مجموعات، لتحديد ومُعالجة الاضطرابات العقليَّة أو العاطفيَّة، ولتحسين الصحَّة النفسيَّة. يَعْمَل مُعظم مستشارو الصحة النفسية في أمريكا في مراكز وعيادات خارجيًّة وسكنيَّة، وفي مراكز خدمة الأفراد والعائلات، والحكومات المحليَّة.
يكون هؤلاء مدربين على عدَّة تقنِيات وأساليب علاجيَّة، التي تُستخدم لتحديد المشاكل، من ضمنها الاكتئاب، القلق المُفرِط، الإدمان وسوء استخدام المواد، الدَّفعات الانتحارية، التوتُّر، مشاكل في الثقة بالنفس، والأسى(بسبب وفاة شخصٍ قريب).
إِنَّهُم يُساعدون أيضًا في مخاوف اختيار العمل أو المهنة، القرارات التعليميَّة، المشاكل المتعلِّقة بالصحة النفسية والعاطفية، والمشاكل المتعلِّقة بالعائلة، التربية، الأمومة، أو أي مشاكل أخرى تُعنى بالعلاقات. لهؤلاء المستشارين دور كبير في أزمات الصحة النفسية والعقلية في الجيش، مُساعِدين أفراد الجيش وعائلاتِهم على تخطِّي المشاكل مثل اضطراب الكرب التالي للصدمة النفسية.
يعمل المستشارون بمقربة مع آخرين متخصِّصين بالصحة النفسية والعقلية، مثل الطبيب النفسي، والمُتَخصِّص بعلم النَّفس، والمرُشد الاجتماعيّ الإكلينيكيّ، ممرِّضات الرعاية النفسيَّة، ومُرشِدي المدارس والجامعات. في الولايات الأمريكيّة المتحدة يُشخِّص المستشار الحالة النفسيَّة ويُعالجها أيضًا. ولكن مدى مُمارسات المستشارين النفسيِّين يتفاوت بين ولاية وأُخرى.

## التشريعات المُنظَّمة
الولايات المُتَّحدة
تعتمد مُتطلَّبات الترخيص على الإدارة السياسيَّة. في جميع الولايات، يتطلَّب من مستشار الصحة النفسية ممارسة المهنة بشكل مُرخَّص ومستقل، ولكن يمكن أن تتمَّ المزاولة بدون ترخيص تحت اشراف معتمد من قِبَل مزاوِلٍ مُرخَّص.
تختلف الألقاب المُرخَّصة لمستشاري الصحة النفسية من ولاية لأخرى: مستشار الصحة النفسية والعقلية المرخَّص، المستشار الأخصَّائيُّ المُرخَّص، المستشار الإكلينيكيّ المرخَّص. ويُمكن أن تختلف هذه الألقاب مع اختلاف المنطقة في الولاية.
إنَّ لقب “مستشار الصحة النفسية والعقلية” (أو أيِّ لقب مُماثل) لقبٌ محمِيّ من أيُّ انتحال لهذا المنصب وانتهاك لقوانين الولاية دون الاعتماد المطلوب.
يجب أن يكون لدى مستشار الصحة النفسيَّة على الأقل درجة الماجستير في الإرشاد أو أيّ مجال مشابه في العناية بالصحة النفسية والعقلية.
بعد الحصول على درجة الماجستير يُكمِل مستشار الصحة النفسيَّة من سنتين إلى ثلاثة (تختلف حسب قوانين الولاية) في العمل السَّريريّ تحت إشراف اختصاصيٍّ مُرخَّص في الصحة النفسية.
المؤهلات المطلوبة للترخيص تشبه تلك المطلوبة لاختصاصيّ معالجة الزواج والعائلة، والمختصّ الاجتماعيّ.